# Classic Brugge-De Panne 2024
Classic Brugge-De Panne 2024 var den 48. udgave af det belgiske cykelløb Classic Brugge-De Panne. Det 198,9 km lange linjeløb blev kørt den 20. marts 2024 med start i Brugge og mål i De Panne i Vestflandern. Løbet var tiende arrangement på UCI World Tour 2024. Det blev kørt samme dag som tredje etape af Catalonien Rundt.
Den belgiske sprinter Jasper Philipsen fra Alpecin-Deceuninck vandt løbet for andet år i træk.

## Resultater
| \| Samlede stilling \| Samlede stilling \| Samlede stilling \| Samlede stilling \| Samlede stilling \| \| Rytter \| Rytter \| Hold \| Tid \| \| \| ---------------- \| ----------------- \| ------------------ \| ---------------- \| ---------------- \| \| 1. \| Jasper Philipsen \| Alpecin-Deceuninck \| 4t 22' 42" \| \| \| 2. \| Tim Merlier \| Soudal Quick-Step \| + 0" \| \| \| 3. \| Danny van Poppel \| Bora-Hansgrohe \| + 0" \| \| \| 4. \| Jason Tesson \| TotalEnergies \| + 0" \| \| \| 5. \| Simone Consonni \| Lidl-Trek \| + 0" \| \| \| 6. \| Stian Fredheim \| Uno-X Mobility \| + 0" \| \| \| 7. \| Sebastián Molano \| UAE Team Emirates \| + 0" \| \| \| 8. \| Phil Bauhaus \| Bahrain Victorious \| + 0" \| \| \| 9. \| Émilien Jeannière \| TotalEnergies \| + 0" \| \| \| 10. \| Luca Mozzato \| Arkéa-B&B Hotels \| + 0" \| \| |                   |                    |            |
| |                   |                    |            |
| Kilde: ProCyclingStats |                   |                    |            |
| Samlede stilling |                   |                    |            |
| Rytter | Rytter            | Hold               | Tid        |
| 1. | Jasper Philipsen  | Alpecin-Deceuninck | 4t 22' 42" |
| 2. | Tim Merlier       | Soudal Quick-Step  | + 0"       |
| 3. | Danny van Poppel  | Bora-Hansgrohe     | + 0"       |
| 4. | Jason Tesson      | TotalEnergies      | + 0"       |
| 5. | Simone Consonni   | Lidl-Trek          | + 0"       |
| 6. | Stian Fredheim    | Uno-X Mobility     | + 0"       |
| 7. | Sebastián Molano  | UAE Team Emirates  | + 0"       |
| 8. | Phil Bauhaus      | Bahrain Victorious | + 0"       |
| 9. | Émilien Jeannière | TotalEnergies      | + 0"       |
| 10. | Luca Mozzato      | Arkéa-B&B Hotels   | + 0"       |

## Hold og ryttere
| UCI WorldTeams (15)- Alpecin-Deceuninck - Arkéa-B&B Hotels - Astana Qazaqstan Team - Bahrain Victorious - Bora-Hansgrohe - Cofidis - EF Education-EasyPost - Groupama-FDJ - Intermarché-Wanty - Lidl-Trek - Movistar Team - Soudal Quick-Step - Team dsm-firmenich PostNL - Team Jayco AlUla - UAE Team Emirates UCI ProTeams (8)- Bingoal WB - Israel-Premier Tech - Lotto Dstny - Team Flanders-Baloise - TotalEnergies - Tudor Pro Cycling Team - Q36.5 Pro Cycling Team - Uno-X Mobility |
| |

### Danske ryttere
| Danske ryttere på startlisten |                      |                           |           |
| Rygnummer                     | Rytter               | Hold                      | Placering |
| 87                            | Michael Valgren      | EF Education-EasyPost     | 123       |
| 115                           | Mathias Norsgaard    | Movistar Team             | 39        |
| 122                           | Tobias Lund Andresen | Team DSM-Firmenich PostNL | 75        |
| 143                           | Mikkel Bjerg         | UAE Team Emirates         | 23        |
| 171                           | Louis Bendixen       | Uno-X Mobility            | 90        |
| 175                           | Niklas Larsen        | Uno-X Mobility            | 68        |
| 176                           | William Blume Levy   | Uno-X Mobility            | 58        |
| 177                           | Rasmus Bøgh Wallin   | Uno-X Mobility            | 51        |

* DNF = gennemførte ikke

### Startliste
| Alpecin-Deceuninck ADC | Alpecin-Deceuninck ADC    | Alpecin-Deceuninck ADC |
| ---------------------- | ------------------------- | ---------------------- |
| Nr.                    | Rytter                    | Placering              |
| 1                      | Jasper Philipsen (BEL)    | 1.                     |
| 2                      | Maurice Ballerstedt (GER) | 54.                    |
| 3                      | Silvan Dillier (SUI)      | 144.                   |
| 4                      | Juri Hollmann (GER)       | 98.                    |
| 5                      | Timo Kielich (BEL)        | 81.                    |
| 6                      | Gianni Vermeersch (BEL)   | 105.                   |
| 7                      | Ramon Sinkeldam (NED)     | 96.                    |

| Soudal Quick-Step SOQ | Soudal Quick-Step SOQ    | Soudal Quick-Step SOQ |
| --------------------- | ------------------------ | --------------------- |
| Nr.                   | Rytter                   | Placering             |
| 11                    | Tim Merlier (BEL)        | 2.                    |
| 12                    | Ayco Bastiaens (BEL)     | 138.                  |
| 13                    | Gil Gelders (BEL)        | 119.                  |
| 14                    | Luke Lamperti (USA)      | 17.                   |
| 15                    | Bert Van Lerberghe (BEL) | 46.                   |
| 16                    | Warre Vangheluwe (BEL)   | 140.                  |
| 17                    | Jordi Warlop (BEL)       | 118.                  |

| Intermarché-Wanty IWA | Intermarché-Wanty IWA           | Intermarché-Wanty IWA |
| --------------------- | ------------------------------- | --------------------- |
| Nr.                   | Rytter                          | Placering             |
| 21                    | Gerben Thijssen (BEL)           | 16.                   |
| 22                    | Madis Mihkels (EST)             | 42.                   |
| 23                    | Adrien Petit (FRA)              | 130.                  |
| 24                    | Baptiste Planckaert (BEL)       | 100.                  |
| 25                    | Laurenz Rex (BEL)               | 43.                   |
| 26                    | Gijs Van Hoecke (BEL)           | 78.                   |
| 27                    | Roel van Sintmaartensdijk (NED) | 117.                  |

| Arkéa-B&B Hotels ARK | Arkéa-B&B Hotels ARK | Arkéa-B&B Hotels ARK |
| -------------------- | -------------------- | -------------------- |
| Nr.                  | Rytter               | Placering            |
| 31                   | Arnaud Démare (FRA)  | 34.                  |
| 32                   | David Dekker (NED)   | 97.                  |
| 33                   | Daniel McLay (GBR)   | 125.                 |
| 34                   | Luca Mozzato (ITA)   | 10.                  |
| 35                   | Łukasz Owsian (POL)  | 76.                  |
| 36                   | Alan Riou (FRA)      | 126.                 |
| 37                   | Miles Scotson (AUS)  | 67.                  |

| Astana Qazaqstan Team AST | Astana Qazaqstan Team AST         | Astana Qazaqstan Team AST |
| ------------------------- | --------------------------------- | ------------------------- |
| Nr.                       | Rytter                            | Placering                 |
| 41                        | Gleb Syritsa (RUS)                | 143.                      |
| 42                        | Jevgenij Giditj (KAZ)             | 73.                       |
| 43                        | Michele Gazzoli (ITA)             | 121.                      |
| 45                        | Max Kanter (GER)                  | 11.                       |
| 46                        | Jevgenij Fedorov (KAZ) (landevej) | 52.                       |
| 47                        | Rüdiger Selig (GER)               | 48.                       |

| Bahrain Victorious TBV | Bahrain Victorious TBV    | Bahrain Victorious TBV |
| ---------------------- | ------------------------- | ---------------------- |
| Nr.                    | Rytter                    | Placering              |
| 51                     | Phil Bauhaus (GER)        | 8.                     |
| 52                     | Alberto Bruttomesso (ITA) | 60.                    |
| 53                     | Matevž Govekar (SLO)      | 33.                    |
| 54                     | Kamil Gradek (POL)        | 69.                    |
| 55                     | Łukasz Wiśniowski (POL)   | 85.                    |
| 56                     | Dušan Rajović (SRB)       | 25.                    |
| 57                     | Cameron Scott (AUS)       | 115.                   |

| Bora-Hansgrohe BOH | Bora-Hansgrohe BOH     | Bora-Hansgrohe BOH |
| ------------------ | ---------------------- | ------------------ |
| Nr.                | Rytter                 | Placering          |
| 61                 | Jordi Meeus (BEL)      | 132.               |
| 62                 | Nico Denz (GER)        | 134.               |
| 63                 | Marco Haller (AUT)     | 136.               |
| 64                 | Filip Maciejuk (POL)   | 110.               |
| 65                 | Ryan Mullen (IRL)      | 109.               |
| 66                 | Danny van Poppel (NED) | 3.                 |
| 67                 | Sam Welsford (AUS)     | 26.                |

| Cofidis COF | Cofidis COF                 | Cofidis COF |
| ----------- | --------------------------- | ----------- |
| Nr.         | Rytter                      | Placering   |
| 71          | Piet Allegaert (BEL)        | 19.         |
| 72          | Stanisław Aniołkowski (POL) | 32.         |
| 73          | Alexis Gougeard (FRA)       | 71.         |
| 74          | Eddy Finé (FRA)             | 101.        |
| 75          | Nicolas Debeaumarché (FRA)  | 88.         |
| 76          | Alexis Renard (FRA)         | 40.         |
| 77          | Christophe Noppe (BEL)      | 70.         |

| EF Education-EasyPost EFE | EF Education-EasyPost EFE | EF Education-EasyPost EFE |
| ------------------------- | ------------------------- | ------------------------- |
| Nr.                       | Rytter                    | Placering                 |
| 81                        | Stefan Bissegger (SUI)    | 21.                       |
| 82                        | Yuhi Todome (JPN)         | 36.                       |
| 83                        | Owain Doull (GBR)         | 20.                       |
| 84                        | Jack Rootkin-Gray (GBR)   | 120.                      |
| 85                        | Jonas Rutsch (GER)        | 37.                       |
| 86                        | Harry Sweeny (AUS)        | 124.                      |
| 87                        | Michael Valgren (DEN)     | 123.                      |

| Groupama-FDJ GFC | Groupama-FDJ GFC        | Groupama-FDJ GFC |
| ---------------- | ----------------------- | ---------------- |
| Nr.              | Rytter                  | Placering        |
| 91               | Sven Erik Bystrøm (NOR) | 141.             |
| 92               | Olivier Le Gac (FRA)    | 62.              |
| 93               | Fabian Lienhard (SUI)   | 104.             |
| 94               | Laurence Pithie (NZL)   | 15.              |
| 95               | Marc Sarreau (FRA)      | DNF              |
| 96               | Matthew Walls (GBR)     | 82.              |
| 97               | Samuel Watson (GBR)     | DNF              |

| Lidl-Trek LTK | Lidl-Trek LTK                  | Lidl-Trek LTK |
| ------------- | ------------------------------ | ------------- |
| Nr.           | Rytter                         | Placering     |
| 101           | Edward Theuns (BEL)            | 18.           |
| 102           | Simone Consonni (ITA)          | 5.            |
| 103           | Daan Hoole (NED)               | 107.          |
| 104           | Alex Kirsch (LUX) (landevej)   | 103.          |
| 105           | Mathias Vacek (CZE) (landevej) | 87.           |
| 106           | Otto Vergaerde (BEL)           | 79.           |
| 107           | Ryan Gibbons (RSA) (landevej)  | 44.           |

| Movistar Team MOV | Movistar Team MOV           | Movistar Team MOV |
| ----------------- | --------------------------- | ----------------- |
| Nr.               | Rytter                      | Placering         |
| 111               | Fernando Gaviria (COL)      | 14.               |
| 112               | Davide Cimolai (ITA)        | 74.               |
| 113               | Johan Jacobs (SUI)          | 80.               |
| 114               | Lorenzo Milesi (ITA)        | 28.               |
| 115               | Mathias Norsgaard (DEN)     | 39.               |
| 116               | Vinicius Rangel Costa (BRA) | 49.               |
| 117               | Manlio Moro (ITA)           | 77.               |

| Team dsm-firmenich PostNL DFP | Team dsm-firmenich PostNL DFP | Team dsm-firmenich PostNL DFP |
| ----------------------------- | ----------------------------- | ----------------------------- |
| Nr.                           | Rytter                        | Placering                     |
| 121                           | Fabio Jakobsen (NED)          | 89.                           |
| 122                           | Tobias Lund Andresen (DEN)    | 75.                           |
| 123                           | John Degenkolb (GER)          | 102.                          |
| 124                           | Nils Eekhoff (NED)            | 128.                          |
| 125                           | Timo Roosen (NED)             | 65.                           |
| 126                           | Julius van den Berg (NED)     | 131.                          |
| 127                           | Bram Welten (NED)             | 12.                           |

| Team Jayco AlUla JAY | Team Jayco AlUla JAY        | Team Jayco AlUla JAY |
| -------------------- | --------------------------- | -------------------- |
| Nr.                  | Rytter                      | Placering            |
| 131                  | Dylan Groenewegen (NED)     | 24.                  |
| 132                  | Amund Grøndahl Jansen (NOR) | 142.                 |
| 133                  | Luka Mezgec (SLO)           | DNS                  |
| 134                  | Kelland O'Brien (AUS)       | 114.                 |
| 135                  | Blake Quick (AUS)           | DNF                  |
| 136                  | Elmar Reinders (NED)        | 108.                 |
| 137                  | Max Walscheid (GER)         | 111.                 |

| UAE Team Emirates UAD | UAE Team Emirates UAD         | UAE Team Emirates UAD |
| --------------------- | ----------------------------- | --------------------- |
| Nr.                   | Rytter                        | Placering             |
| 141                   | Álvaro Hodeg (COL)            | DNF                   |
| 142                   | Ivo Oliveira (POR) (landevej) | 64.                   |
| 143                   | Mikkel Bjerg (DEN)            | 23.                   |
| 144                   | Sebastián Molano (COL)        | 7.                    |
| 145                   | António Morgado (POR)         | 53.                   |
| 146                   | Alessandro Covi (ITA)         | 135.                  |
| 147                   | Michael Vink (NZL)            | 94.                   |

| Israel-Premier Tech IPT | Israel-Premier Tech IPT | Israel-Premier Tech IPT |
| ----------------------- | ----------------------- | ----------------------- |
| Nr.                     | Rytter                  | Placering               |
| 151                     | Pascal Ackermann (GER)  | DNF                     |
| 152                     | Hugo Hofstetter (FRA)   | 127.                    |
| 153                     | Oded Kogut (ISR)        | 129.                    |
| 154                     | Riley Pickrell (CAN)    | 147.                    |
| 155                     | Nadav Raisberg (ISR)    | 84.                     |
| 156                     | Jake Stewart (GBR)      | 145.                    |
| 157                     | Rick Zabel (GER)        | DNS                     |

| Lotto Dstny LTD | Lotto Dstny LTD          | Lotto Dstny LTD |
| --------------- | ------------------------ | --------------- |
| Nr.             | Rytter                   | Placering       |
| 161             | Milan Menten (BEL)       | 13.             |
| 162             | Sébastien Grignard (BEL) | 93.             |
| 163             | Jacopo Guarnieri (ITA)   | 106.            |
| 164             | Cedric Beullens (BEL)    | 29.             |
| 165             | Mathijs Paasschens (NED) | 116.            |
| 166             | Liam Slock (BEL)         | DNF             |
| 167             | Lionel Taminiaux (BEL)   | 92.             |

| Uno-X Mobility UXM | Uno-X Mobility UXM       | Uno-X Mobility UXM |
| ------------------ | ------------------------ | ------------------ |
| Nr.                | Rytter                   | Placering          |
| 171                | Louis Bendixen (DEN)     | 90.                |
| 172                | Erlend Blikra (NOR)      | 22.                |
| 173                | Stian Fredheim (NOR)     | 6.                 |
| 174                | Tord Gudmestad (NOR)     | 50.                |
| 175                | Niklas Larsen (DEN)      | 68.                |
| 176                | William Blume Levy (DEN) | 58.                |
| 177                | Rasmus Bøgh Wallin (DEN) | 51.                |

| Bingoal WB BWB | Bingoal WB BWB          | Bingoal WB BWB |
| -------------- | ----------------------- | -------------- |
| Nr.            | Rytter                  | Placering      |
| 181            | Luca De Meester (BEL)   | 83.            |
| 182            | Ceriel Desal (BEL)      | 66.            |
| 183            | Davide Persico (ITA)    | 27.            |
| 184            | Sasha Weemaes (BEL)     | 122.           |
| 185            | Kenneth Van Rooy (BEL)  | 41.            |
| 186            | Nathan Vandepitte (FRA) | DNF            |
| 187            | Sasha Weemaes (BEL)     | 122.           |

| Q36.5 Pro Cycling Team Q36 | Q36.5 Pro Cycling Team Q36 | Q36.5 Pro Cycling Team Q36 |
| -------------------------- | -------------------------- | -------------------------- |
| Nr.                        | Rytter                     | Placering                  |
| 191                        | Jannik Steimle (GER)       | 61.                        |
| 192                        | Tom Devriendt (BEL)        | 72.                        |
| 193                        | Tobias Ludvigsson (SWE)    | 31.                        |
| 194                        | Cyrus Monk (AUS)           | 55.                        |
| 195                        | Matteo Moschetti (ITA)     | 95.                        |
| 196                        | Szymon Sajnok (POL)        | 91.                        |
| 197                        | Rory Townsend (IRL)        | 30.                        |

| Team Flanders-Baloise TFB | Team Flanders-Baloise TFB | Team Flanders-Baloise TFB |
| ------------------------- | ------------------------- | ------------------------- |
| Nr.                       | Rytter                    | Placering                 |
| 201                       | Toon Clynhens (BEL)       | 137.                      |
| 202                       | Ward Vanhoof (BEL)        | 38.                       |
| 203                       | Noah Vandenbranden (BEL)  | 57.                       |
| 204                       | Siebe Deweirdt (BEL)      | 59.                       |
| 205                       | Dylan Vandenstorme (BEL)  | 45.                       |
| 206                       | Yentl Vandevelde (BEL)    | 35.                       |
| 207                       | Victor Vercouillie (BEL)  | 146.                      |

| TotalEnergies TEN | TotalEnergies TEN       | TotalEnergies TEN |
| ----------------- | ----------------------- | ----------------- |
| Nr.               | Rytter                  | Placering         |
| 211               | Anthony Turgis (FRA)    | 112.              |
| 212               | Lucas Boniface (FRA)    | 86.               |
| 213               | Thomas Gachignard (FRA) | 133.              |
| 214               | Sandy Dujardin (FRA)    | 113.              |
| 215               | Émilien Jeannière (FRA) | 9.                |
| 216               | Lorrenzo Manzin (FRA)   | 47.               |
| 217               | Jason Tesson (FRA)      | 4.                |

| Tudor Pro Cycling Team TUD | Tudor Pro Cycling Team TUD | Tudor Pro Cycling Team TUD |
| -------------------------- | -------------------------- | -------------------------- |
| Nr.                        | Rytter                     | Placering                  |
| 221                        | Tom Bohli (SUI)            | 148.                       |
| 222                        | Nils Brun (SUI)            | 149.                       |
| 223                        | Arvid de Kleijn (NED)      | 56.                        |
| 224                        | Jacob Eriksson (SWE)       | 99.                        |
| 225                        | Petr Kelemen (CZE)         | 63.                        |
| 226                        | Alexander Krieger (GER)    | DNF                        |
| 227                        | Maikel Zijlaard (NED)      | 150.                       |

| Alpecin-Deceuninck ADC | Alpecin-Deceuninck ADC    | Alpecin-Deceuninck ADC |
| ---------------------- | ------------------------- | ---------------------- |
| Nr.                    | Rytter                    | Placering              |
| 1                      | Jasper Philipsen (BEL)    | 1.                     |
| 2                      | Maurice Ballerstedt (GER) | 54.                    |
| 3                      | Silvan Dillier (SUI)      | 144.                   |
| 4                      | Juri Hollmann (GER)       | 98.                    |
| 5                      | Timo Kielich (BEL)        | 81.                    |
| 6                      | Gianni Vermeersch (BEL)   | 105.                   |
| 7                      | Ramon Sinkeldam (NED)     | 96.                    |

| Soudal Quick-Step SOQ | Soudal Quick-Step SOQ    | Soudal Quick-Step SOQ |
| --------------------- | ------------------------ | --------------------- |
| Nr.                   | Rytter                   | Placering             |
| 11                    | Tim Merlier (BEL)        | 2.                    |
| 12                    | Ayco Bastiaens (BEL)     | 138.                  |
| 13                    | Gil Gelders (BEL)        | 119.                  |
| 14                    | Luke Lamperti (USA)      | 17.                   |
| 15                    | Bert Van Lerberghe (BEL) | 46.                   |
| 16                    | Warre Vangheluwe (BEL)   | 140.                  |
| 17                    | Jordi Warlop (BEL)       | 118.                  |

| Intermarché-Wanty IWA | Intermarché-Wanty IWA           | Intermarché-Wanty IWA |
| --------------------- | ------------------------------- | --------------------- |
| Nr.                   | Rytter                          | Placering             |
| 21                    | Gerben Thijssen (BEL)           | 16.                   |
| 22                    | Madis Mihkels (EST)             | 42.                   |
| 23                    | Adrien Petit (FRA)              | 130.                  |
| 24                    | Baptiste Planckaert (BEL)       | 100.                  |
| 25                    | Laurenz Rex (BEL)               | 43.                   |
| 26                    | Gijs Van Hoecke (BEL)           | 78.                   |
| 27                    | Roel van Sintmaartensdijk (NED) | 117.                  |

| Arkéa-B&B Hotels ARK | Arkéa-B&B Hotels ARK | Arkéa-B&B Hotels ARK |
| -------------------- | -------------------- | -------------------- |
| Nr.                  | Rytter               | Placering            |
| 31                   | Arnaud Démare (FRA)  | 34.                  |
| 32                   | David Dekker (NED)   | 97.                  |
| 33                   | Daniel McLay (GBR)   | 125.                 |
| 34                   | Luca Mozzato (ITA)   | 10.                  |
| 35                   | Łukasz Owsian (POL)  | 76.                  |
| 36                   | Alan Riou (FRA)      | 126.                 |
| 37                   | Miles Scotson (AUS)  | 67.                  |

| Astana Qazaqstan Team AST | Astana Qazaqstan Team AST         | Astana Qazaqstan Team AST |
| ------------------------- | --------------------------------- | ------------------------- |
| Nr.                       | Rytter                            | Placering                 |
| 41                        | Gleb Syritsa (RUS)                | 143.                      |
| 42                        | Jevgenij Giditj (KAZ)             | 73.                       |
| 43                        | Michele Gazzoli (ITA)             | 121.                      |
| 45                        | Max Kanter (GER)                  | 11.                       |
| 46                        | Jevgenij Fedorov (KAZ) (landevej) | 52.                       |
| 47                        | Rüdiger Selig (GER)               | 48.                       |

| Bahrain Victorious TBV | Bahrain Victorious TBV    | Bahrain Victorious TBV |
| ---------------------- | ------------------------- | ---------------------- |
| Nr.                    | Rytter                    | Placering              |
| 51                     | Phil Bauhaus (GER)        | 8.                     |
| 52                     | Alberto Bruttomesso (ITA) | 60.                    |
| 53                     | Matevž Govekar (SLO)      | 33.                    |
| 54                     | Kamil Gradek (POL)        | 69.                    |
| 55                     | Łukasz Wiśniowski (POL)   | 85.                    |
| 56                     | Dušan Rajović (SRB)       | 25.                    |
| 57                     | Cameron Scott (AUS)       | 115.                   |

| Bora-Hansgrohe BOH | Bora-Hansgrohe BOH     | Bora-Hansgrohe BOH |
| ------------------ | ---------------------- | ------------------ |
| Nr.                | Rytter                 | Placering          |
| 61                 | Jordi Meeus (BEL)      | 132.               |
| 62                 | Nico Denz (GER)        | 134.               |
| 63                 | Marco Haller (AUT)     | 136.               |
| 64                 | Filip Maciejuk (POL)   | 110.               |
| 65                 | Ryan Mullen (IRL)      | 109.               |
| 66                 | Danny van Poppel (NED) | 3.                 |
| 67                 | Sam Welsford (AUS)     | 26.                |

| Cofidis COF | Cofidis COF                 | Cofidis COF |
| ----------- | --------------------------- | ----------- |
| Nr.         | Rytter                      | Placering   |
| 71          | Piet Allegaert (BEL)        | 19.         |
| 72          | Stanisław Aniołkowski (POL) | 32.         |
| 73          | Alexis Gougeard (FRA)       | 71.         |
| 74          | Eddy Finé (FRA)             | 101.        |
| 75          | Nicolas Debeaumarché (FRA)  | 88.         |
| 76          | Alexis Renard (FRA)         | 40.         |
| 77          | Christophe Noppe (BEL)      | 70.         |

| EF Education-EasyPost EFE | EF Education-EasyPost EFE | EF Education-EasyPost EFE |
| ------------------------- | ------------------------- | ------------------------- |
| Nr.                       | Rytter                    | Placering                 |
| 81                        | Stefan Bissegger (SUI)    | 21.                       |
| 82                        | Yuhi Todome (JPN)         | 36.                       |
| 83                        | Owain Doull (GBR)         | 20.                       |
| 84                        | Jack Rootkin-Gray (GBR)   | 120.                      |
| 85                        | Jonas Rutsch (GER)        | 37.                       |
| 86                        | Harry Sweeny (AUS)        | 124.                      |
| 87                        | Michael Valgren (DEN)     | 123.                      |

| Groupama-FDJ GFC | Groupama-FDJ GFC        | Groupama-FDJ GFC |
| ---------------- | ----------------------- | ---------------- |
| Nr.              | Rytter                  | Placering        |
| 91               | Sven Erik Bystrøm (NOR) | 141.             |
| 92               | Olivier Le Gac (FRA)    | 62.              |
| 93               | Fabian Lienhard (SUI)   | 104.             |
| 94               | Laurence Pithie (NZL)   | 15.              |
| 95               | Marc Sarreau (FRA)      | DNF              |
| 96               | Matthew Walls (GBR)     | 82.              |
| 97               | Samuel Watson (GBR)     | DNF              |

| Lidl-Trek LTK | Lidl-Trek LTK                  | Lidl-Trek LTK |
| ------------- | ------------------------------ | ------------- |
| Nr.           | Rytter                         | Placering     |
| 101           | Edward Theuns (BEL)            | 18.           |
| 102           | Simone Consonni (ITA)          | 5.            |
| 103           | Daan Hoole (NED)               | 107.          |
| 104           | Alex Kirsch (LUX) (landevej)   | 103.          |
| 105           | Mathias Vacek (CZE) (landevej) | 87.           |
| 106           | Otto Vergaerde (BEL)           | 79.           |
| 107           | Ryan Gibbons (RSA) (landevej)  | 44.           |

| Movistar Team MOV | Movistar Team MOV           | Movistar Team MOV |
| ----------------- | --------------------------- | ----------------- |
| Nr.               | Rytter                      | Placering         |
| 111               | Fernando Gaviria (COL)      | 14.               |
| 112               | Davide Cimolai (ITA)        | 74.               |
| 113               | Johan Jacobs (SUI)          | 80.               |
| 114               | Lorenzo Milesi (ITA)        | 28.               |
| 115               | Mathias Norsgaard (DEN)     | 39.               |
| 116               | Vinicius Rangel Costa (BRA) | 49.               |
| 117               | Manlio Moro (ITA)           | 77.               |

| Team dsm-firmenich PostNL DFP | Team dsm-firmenich PostNL DFP | Team dsm-firmenich PostNL DFP |
| ----------------------------- | ----------------------------- | ----------------------------- |
| Nr.                           | Rytter                        | Placering                     |
| 121                           | Fabio Jakobsen (NED)          | 89.                           |
| 122                           | Tobias Lund Andresen (DEN)    | 75.                           |
| 123                           | John Degenkolb (GER)          | 102.                          |
| 124                           | Nils Eekhoff (NED)            | 128.                          |
| 125                           | Timo Roosen (NED)             | 65.                           |
| 126                           | Julius van den Berg (NED)     | 131.                          |
| 127                           | Bram Welten (NED)             | 12.                           |

| Team Jayco AlUla JAY | Team Jayco AlUla JAY        | Team Jayco AlUla JAY |
| -------------------- | --------------------------- | -------------------- |
| Nr.                  | Rytter                      | Placering            |
| 131                  | Dylan Groenewegen (NED)     | 24.                  |
| 132                  | Amund Grøndahl Jansen (NOR) | 142.                 |
| 133                  | Luka Mezgec (SLO)           | DNS                  |
| 134                  | Kelland O'Brien (AUS)       | 114.                 |
| 135                  | Blake Quick (AUS)           | DNF                  |
| 136                  | Elmar Reinders (NED)        | 108.                 |
| 137                  | Max Walscheid (GER)         | 111.                 |

| UAE Team Emirates UAD | UAE Team Emirates UAD         | UAE Team Emirates UAD |
| --------------------- | ----------------------------- | --------------------- |
| Nr.                   | Rytter                        | Placering             |
| 141                   | Álvaro Hodeg (COL)            | DNF                   |
| 142                   | Ivo Oliveira (POR) (landevej) | 64.                   |
| 143                   | Mikkel Bjerg (DEN)            | 23.                   |
| 144                   | Sebastián Molano (COL)        | 7.                    |
| 145                   | António Morgado (POR)         | 53.                   |
| 146                   | Alessandro Covi (ITA)         | 135.                  |
| 147                   | Michael Vink (NZL)            | 94.                   |

| Israel-Premier Tech IPT | Israel-Premier Tech IPT | Israel-Premier Tech IPT |
| ----------------------- | ----------------------- | ----------------------- |
| Nr.                     | Rytter                  | Placering               |
| 151                     | Pascal Ackermann (GER)  | DNF                     |
| 152                     | Hugo Hofstetter (FRA)   | 127.                    |
| 153                     | Oded Kogut (ISR)        | 129.                    |
| 154                     | Riley Pickrell (CAN)    | 147.                    |
| 155                     | Nadav Raisberg (ISR)    | 84.                     |
| 156                     | Jake Stewart (GBR)      | 145.                    |
| 157                     | Rick Zabel (GER)        | DNS                     |

| Lotto Dstny LTD | Lotto Dstny LTD          | Lotto Dstny LTD |
| --------------- | ------------------------ | --------------- |
| Nr.             | Rytter                   | Placering       |
| 161             | Milan Menten (BEL)       | 13.             |
| 162             | Sébastien Grignard (BEL) | 93.             |
| 163             | Jacopo Guarnieri (ITA)   | 106.            |
| 164             | Cedric Beullens (BEL)    | 29.             |
| 165             | Mathijs Paasschens (NED) | 116.            |
| 166             | Liam Slock (BEL)         | DNF             |
| 167             | Lionel Taminiaux (BEL)   | 92.             |

| Uno-X Mobility UXM | Uno-X Mobility UXM       | Uno-X Mobility UXM |
| ------------------ | ------------------------ | ------------------ |
| Nr.                | Rytter                   | Placering          |
| 171                | Louis Bendixen (DEN)     | 90.                |
| 172                | Erlend Blikra (NOR)      | 22.                |
| 173                | Stian Fredheim (NOR)     | 6.                 |
| 174                | Tord Gudmestad (NOR)     | 50.                |
| 175                | Niklas Larsen (DEN)      | 68.                |
| 176                | William Blume Levy (DEN) | 58.                |
| 177                | Rasmus Bøgh Wallin (DEN) | 51.                |

| Bingoal WB BWB | Bingoal WB BWB          | Bingoal WB BWB |
| -------------- | ----------------------- | -------------- |
| Nr.            | Rytter                  | Placering      |
| 181            | Luca De Meester (BEL)   | 83.            |
| 182            | Ceriel Desal (BEL)      | 66.            |
| 183            | Davide Persico (ITA)    | 27.            |
| 184            | Sasha Weemaes (BEL)     | 122.           |
| 185            | Kenneth Van Rooy (BEL)  | 41.            |
| 186            | Nathan Vandepitte (FRA) | DNF            |
| 187            | Sasha Weemaes (BEL)     | 122.           |

| Q36.5 Pro Cycling Team Q36 | Q36.5 Pro Cycling Team Q36 | Q36.5 Pro Cycling Team Q36 |
| -------------------------- | -------------------------- | -------------------------- |
| Nr.                        | Rytter                     | Placering                  |
| 191                        | Jannik Steimle (GER)       | 61.                        |
| 192                        | Tom Devriendt (BEL)        | 72.                        |
| 193                        | Tobias Ludvigsson (SWE)    | 31.                        |
| 194                        | Cyrus Monk (AUS)           | 55.                        |
| 195                        | Matteo Moschetti (ITA)     | 95.                        |
| 196                        | Szymon Sajnok (POL)        | 91.                        |
| 197                        | Rory Townsend (IRL)        | 30.                        |

| Team Flanders-Baloise TFB | Team Flanders-Baloise TFB | Team Flanders-Baloise TFB |
| ------------------------- | ------------------------- | ------------------------- |
| Nr.                       | Rytter                    | Placering                 |
| 201                       | Toon Clynhens (BEL)       | 137.                      |
| 202                       | Ward Vanhoof (BEL)        | 38.                       |
| 203                       | Noah Vandenbranden (BEL)  | 57.                       |
| 204                       | Siebe Deweirdt (BEL)      | 59.                       |
| 205                       | Dylan Vandenstorme (BEL)  | 45.                       |
| 206                       | Yentl Vandevelde (BEL)    | 35.                       |
| 207                       | Victor Vercouillie (BEL)  | 146.                      |

| TotalEnergies TEN | TotalEnergies TEN       | TotalEnergies TEN |
| ----------------- | ----------------------- | ----------------- |
| Nr.               | Rytter                  | Placering         |
| 211               | Anthony Turgis (FRA)    | 112.              |
| 212               | Lucas Boniface (FRA)    | 86.               |
| 213               | Thomas Gachignard (FRA) | 133.              |
| 214               | Sandy Dujardin (FRA)    | 113.              |
| 215               | Émilien Jeannière (FRA) | 9.                |
| 216               | Lorrenzo Manzin (FRA)   | 47.               |
| 217               | Jason Tesson (FRA)      | 4.                |

| Tudor Pro Cycling Team TUD | Tudor Pro Cycling Team TUD | Tudor Pro Cycling Team TUD |
| -------------------------- | -------------------------- | -------------------------- |
| Nr.                        | Rytter                     | Placering                  |
| 221                        | Tom Bohli (SUI)            | 148.                       |
| 222                        | Nils Brun (SUI)            | 149.                       |
| 223                        | Arvid de Kleijn (NED)      | 56.                        |
| 224                        | Jacob Eriksson (SWE)       | 99.                        |
| 225                        | Petr Kelemen (CZE)         | 63.                        |
| 226                        | Alexander Krieger (GER)    | DNF                        |
| 227                        | Maikel Zijlaard (NED)      | 150.                       |